# コック (職業)

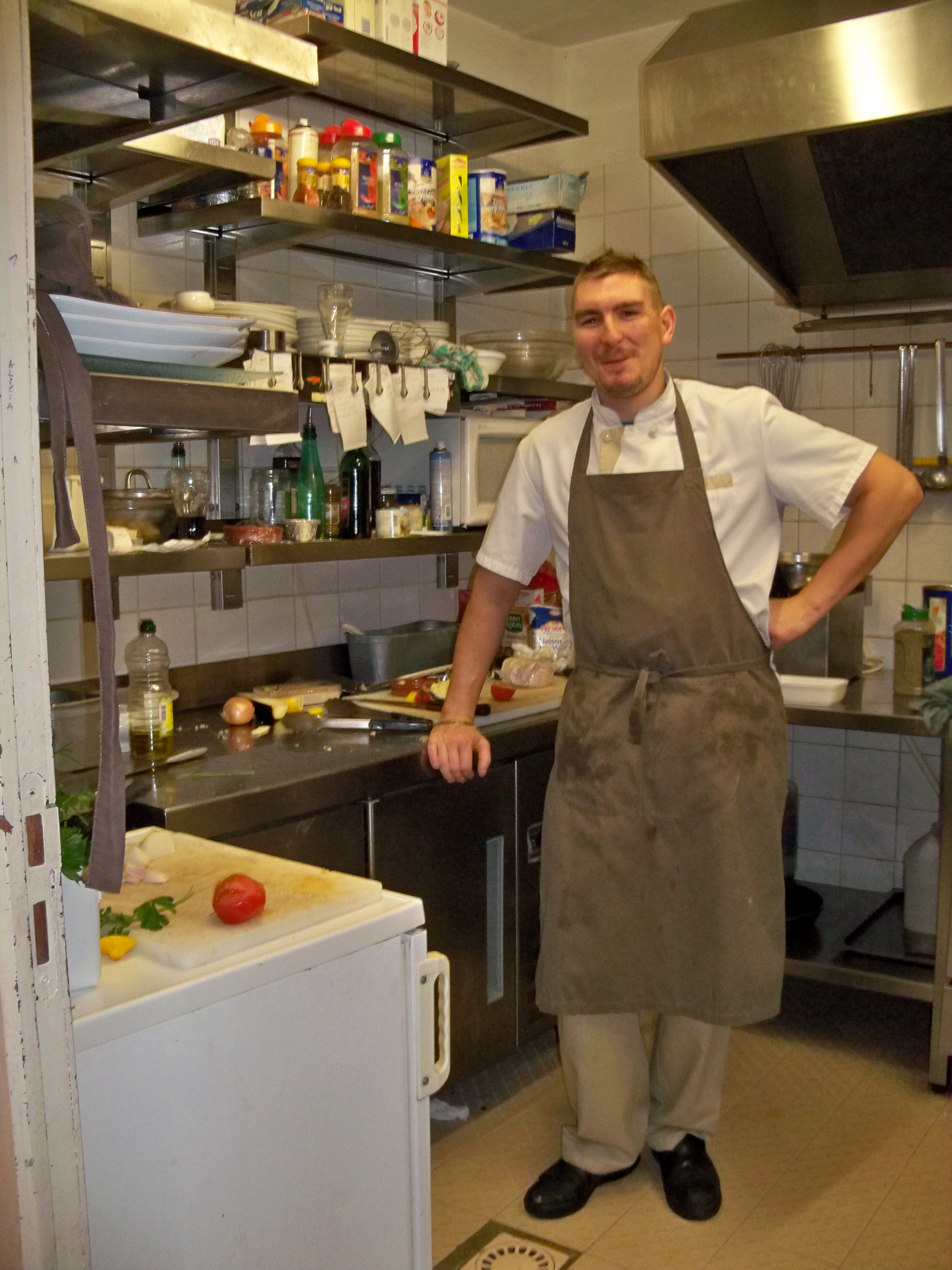
厨房のコック。パリのレストラン "Chat qui pêche" にて、2010年撮影。

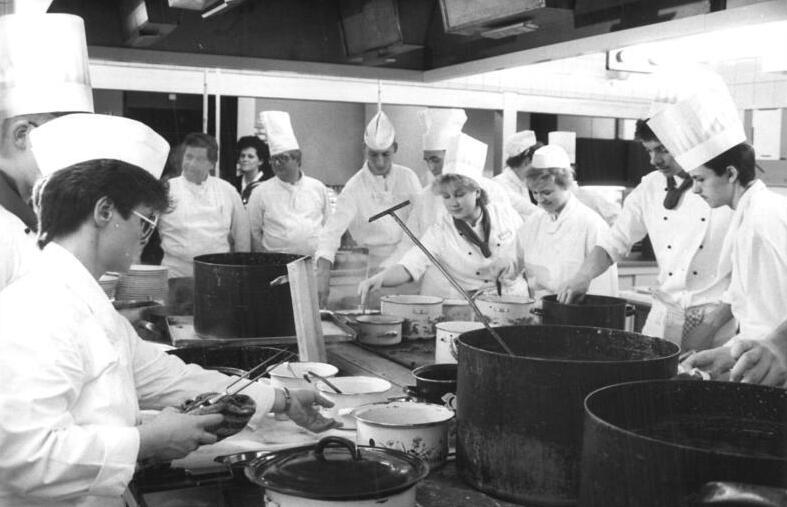
ホテルの調理場で働くコックたち、1990年撮影。

コックは、食品を食べられるように調理する仕事を職業とする人、料理人、調理人。
日本語の「コック」はオランダ語「kok」からの外来語であり、特に西洋料理、中華料理などの料理人を指して用いることが多い（日本料理店などでは「板前」と呼ぶ）。
コックは、シェフと称されることもあるが、コックが料理する者全員を指す言葉であるのに対し、シェフは本来は料理長を意味し、その指揮下で他のコックたちが働くことになるものであり、仕事場では、これら二つの用語は区別されるべきものであり、自由に入れ替えることはできない。

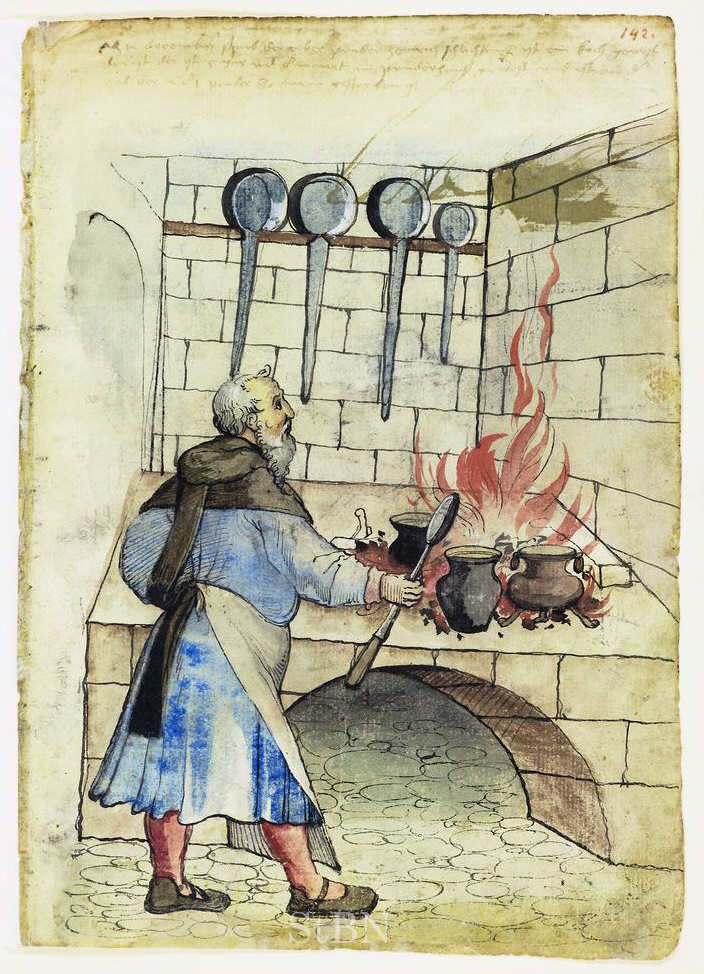
仕事中のコック（15/16世紀のドイツで描かれたイラスト）。

## 歴史
職業としてのコックは、サルデーニャでは、ヌラーゲ文明の時代に成立していたことが、青銅器時代の典型的な彫刻などによって証明されており、また、古代ギリシアのミケーネ文明でも同様で、音節文字である線文字Bによる記述の中で言及がある。古代オリンピックの最初のチャンピオンとして名が残されている、紀元前776年の短距離走（スタディオン走）の優勝者エーリスのコロイボスは、コックであったと伝えられている。
伝統的に、コックなどの守護聖人とされるローマのラウレンティウスは、3世紀に鉄格子（グリル）の上で火あぶりにされて殉教したとき「こちら側は焼けた。もしウェルダンにしたいなら、もうひっくり返しなさい」と言ったとされる。